# Kotzmühle
Kotzmühle ist ein Gemeindeteil der Gemeinde Oberaurach im unterfränkischen Landkreis Haßberge in Bayern.

## Geographie
Die Einöde liegt einen Kilometer südöstlich von Kirchaich auf der gleichnamigen Gemarkung an der Aurach, einem orografisch linken Nebenfluss der Regnitz. 

## Geschichte
Kotzmühle war ein Gemeindeteil der am 30. April 1978 aufgelösten Gemeinde Kirchaich.